# Филиппов, Константин Николаевич
Константин Николаевич Филиппов (1830[…] — 12 июля 1878, Ялта, Таврическая губерния) — русский художник-баталист, академик Императорской Академии художеств (1865).

## Биография
Родился в 1830 году. В течение восьми лет (1850—1858) учился в Императорской Академии Художеств в мастерской Б. П. Вилльвельде. Во время Крымской войны, ещё будучи студентом Академии, был командирован в действующую армию в качестве военного художника. 
За время обучения Филипповым были получены следующие медали Академии:
- малая серебряная (1851) за картину «Уланы»
- большая серебряная (1852) за картину «Казаки у колодца»
- малая золотая (1853) за работу «Казаки, отбивающие обоз у французов в кампанию 1812 года»
- большая золотая (1858) за картину «Военная дорога между Севастополем и Симферополем в 1855 году, при движении войск по ней».

В 1858 году Филиппов окончил академию со званием классного художника и чином XIV класса (1858).
Свои военные зарисовки художник опубликовал в журнале «Русский художественный листок».
Прожив год в Варшаве для написания батальных сцен по заказу наместника Царства Польского, Филиппов в качестве «пенсионера» (стипендианта) Академии за казённый счёт отправился за границу. 
В 1862 году Филиппов из-за границы прислал на академическую выставку эскиз картины «Вход в церковь Святой Екатерины в Севастополе во время осады города».
В том же году Филиппов в Риме написал картины:
- «Путешествующие молодые англичанки в окрестностях Рима, подающие милостыню итальянской нищей с детьми»
- «Ослиная конюшня»
- «Перевязочный пункт после дела на Чёрной речке в Крыму, 4 августа»

В следующем году, находясь  в Париже, написал, в частности, следующие работы: 
- «Кузница в Риме»
- «Отбитие штурма в Севастополе 6-го июля»

В 1864 году Филипповым были созданы картины: 
- «Переселение болгар в Россию после отступления русских войск от Силистрии»
- «Скачка на ослах в Тиволи» (написана с натуры).

За первую из этих двух картин, Филиппов в 1865 году был удостоен звания академика ИАХ.
Начиная с 1864 года Филиппов находился в качестве художника при кавказском наместнике великом князе Михаиле Николаевиче. 
На Кавказе Филиппов много работал маслом и акварелью. В 1871—1875 годах им были созданы, в частности, картины: 
- «Въезд Государя в Тифлис в 1871 году» (эпизод из путешествия императора Александра II по Кавказу)
- «Караван верблюдов на перевале через Большой Кавказский хребет по Военно-грузинской дороге»
- «Горцы в ущелье Дагестана»
- «Переправа через реку в Грузии»

Последние годы жизни Филиппов провёл на Южном берегу Крыма. Здесь он, в частности, создал картины «Вид Ялты» и «Группа татар у фонтана» (местом создания второй картины мог быть также Азербайджан). 
Акварели и карандашные зарисовки Филиппова («Старик-итальянец с ослом», «Бараны, застигнутые бурей», «Крымская степь» и многие другие) а также его подготовительные рисунки к картинам («Бегство болгар» и др.) отличались высоким качеством исполнения. 
Скончался в Ялте 12 июля 1878 года.

## Галерея

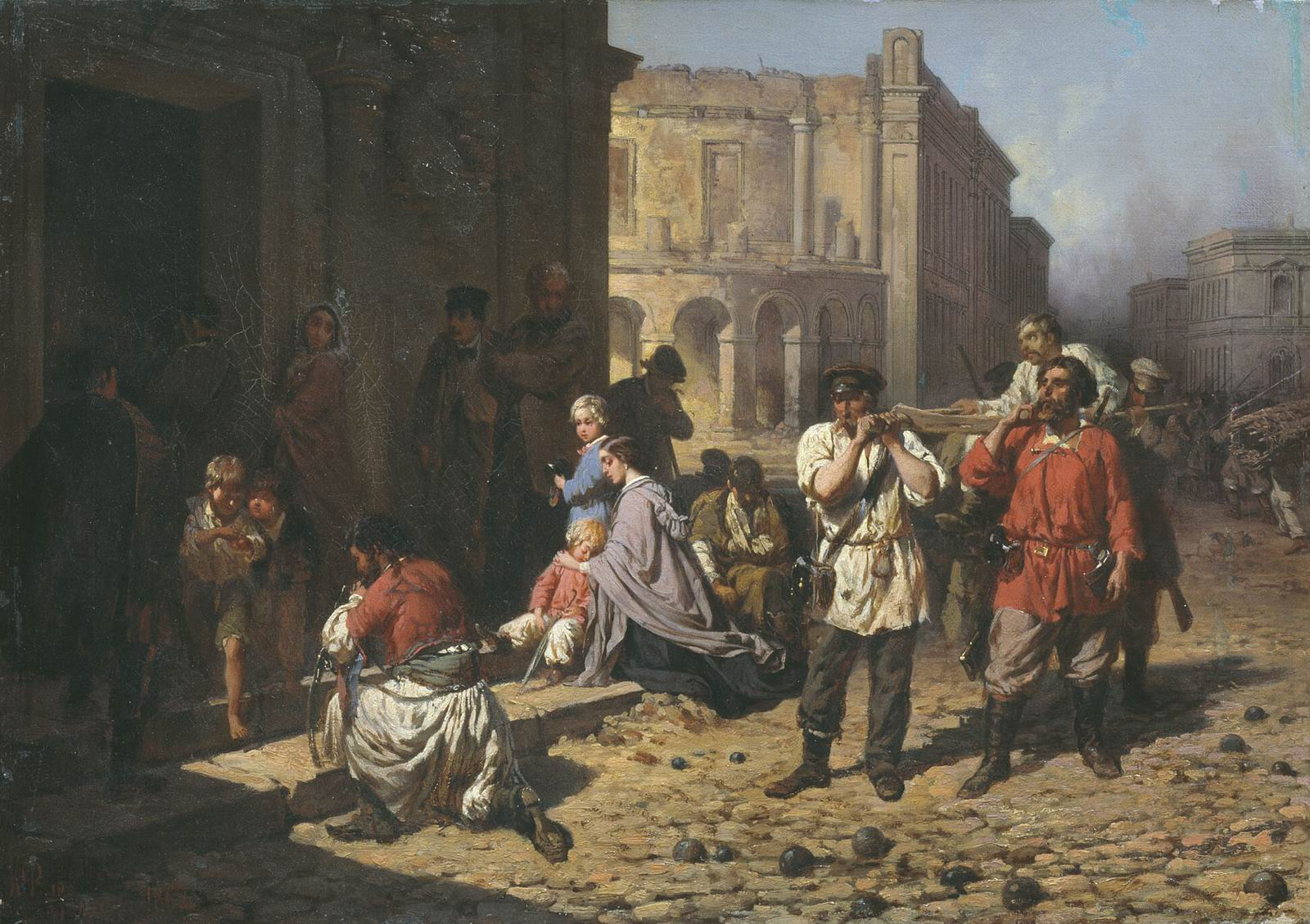
Вход в церковь Святой Екатерины в Севастополе во время осады города.
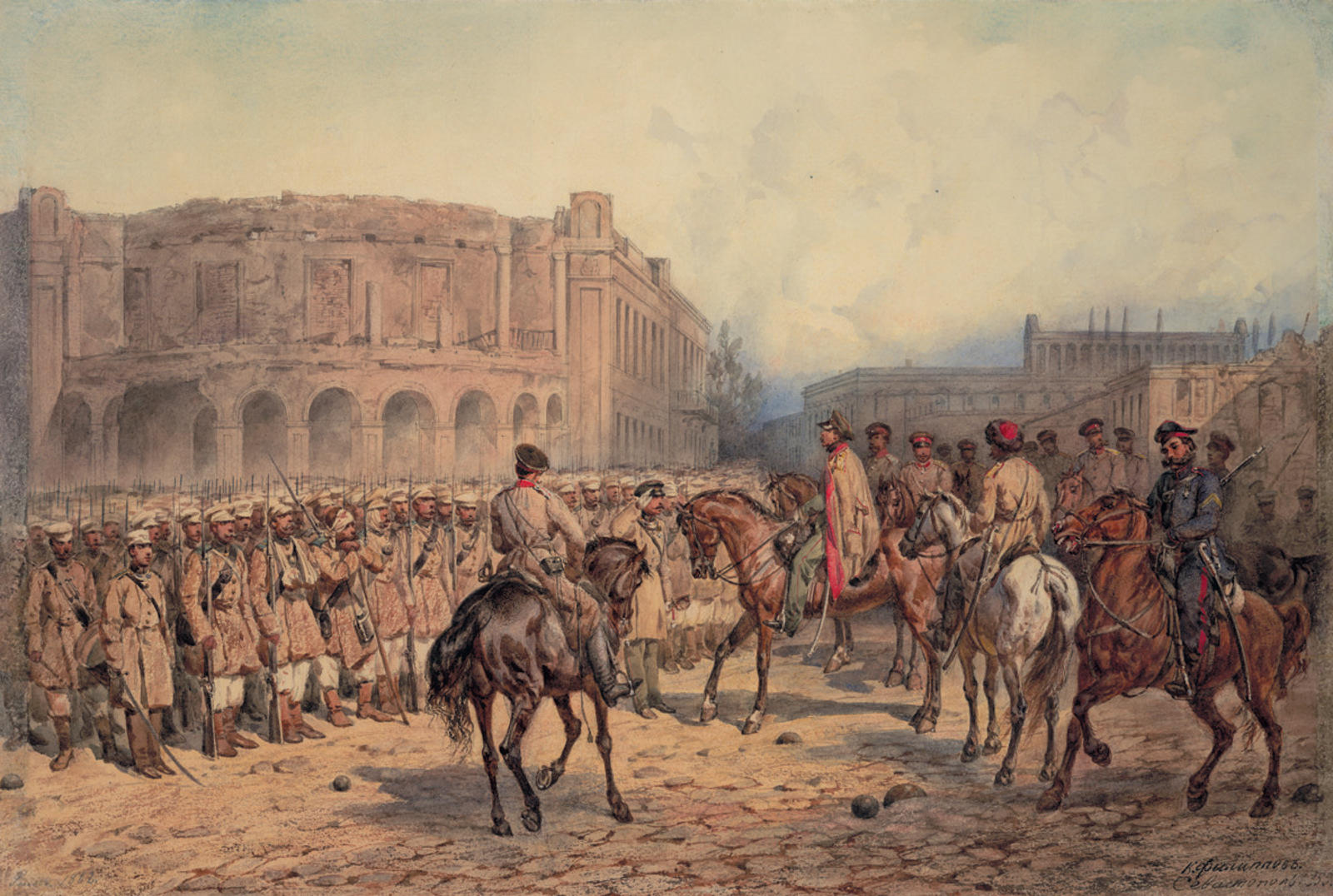
В осаждённом Севастополе.
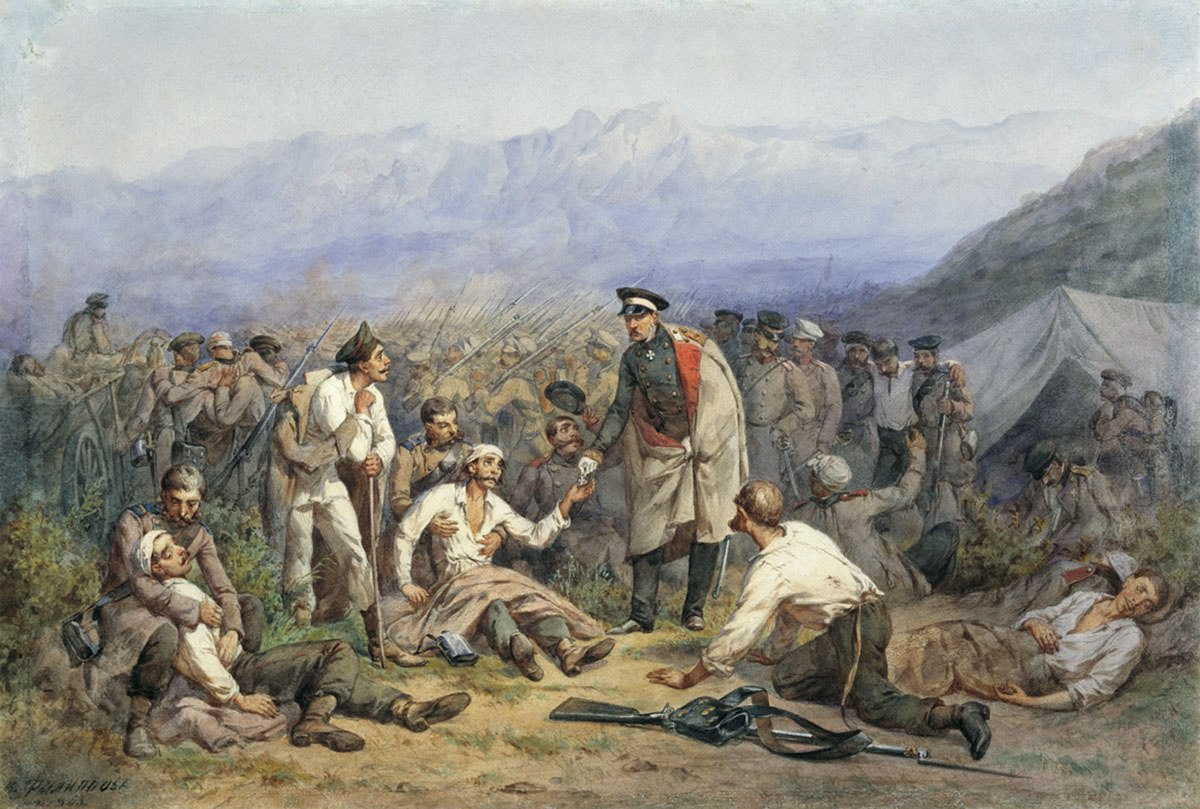
Перевязочный пункт после сражения на Чёрной речке.
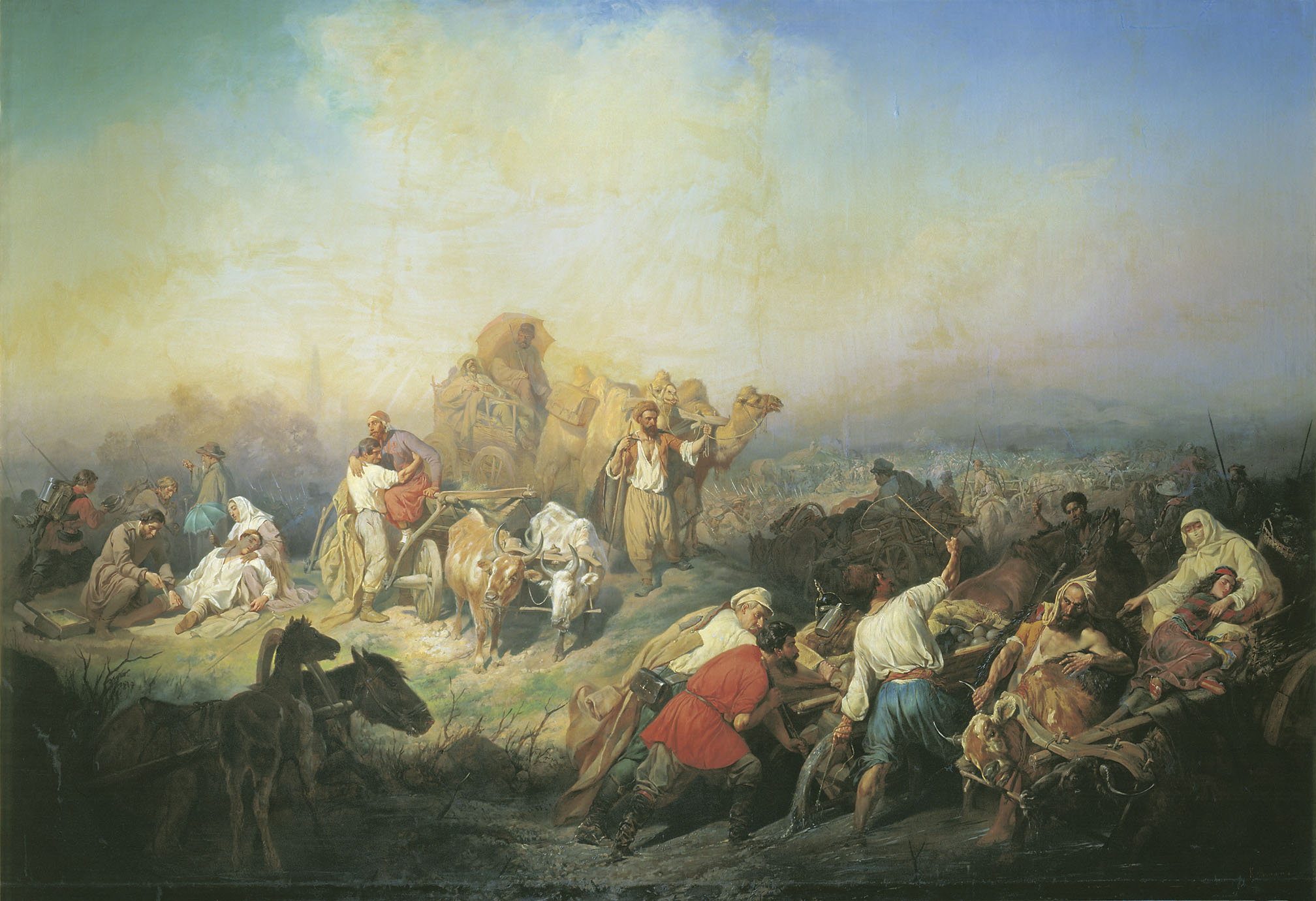
Военная дорога между Севастополем и Симферополем в 1855 году, при движении войск по ней.
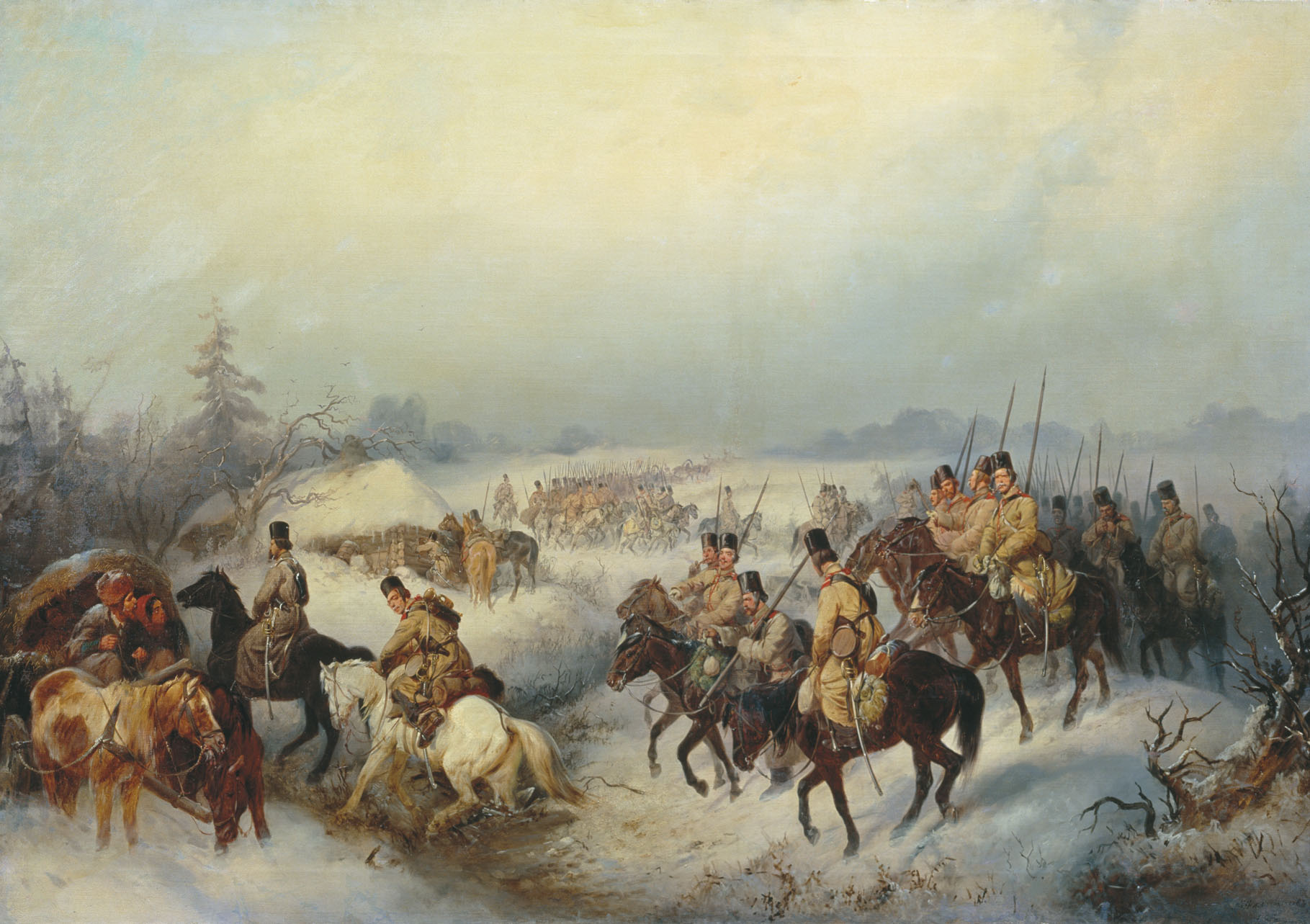
Казаки в Польском походе.
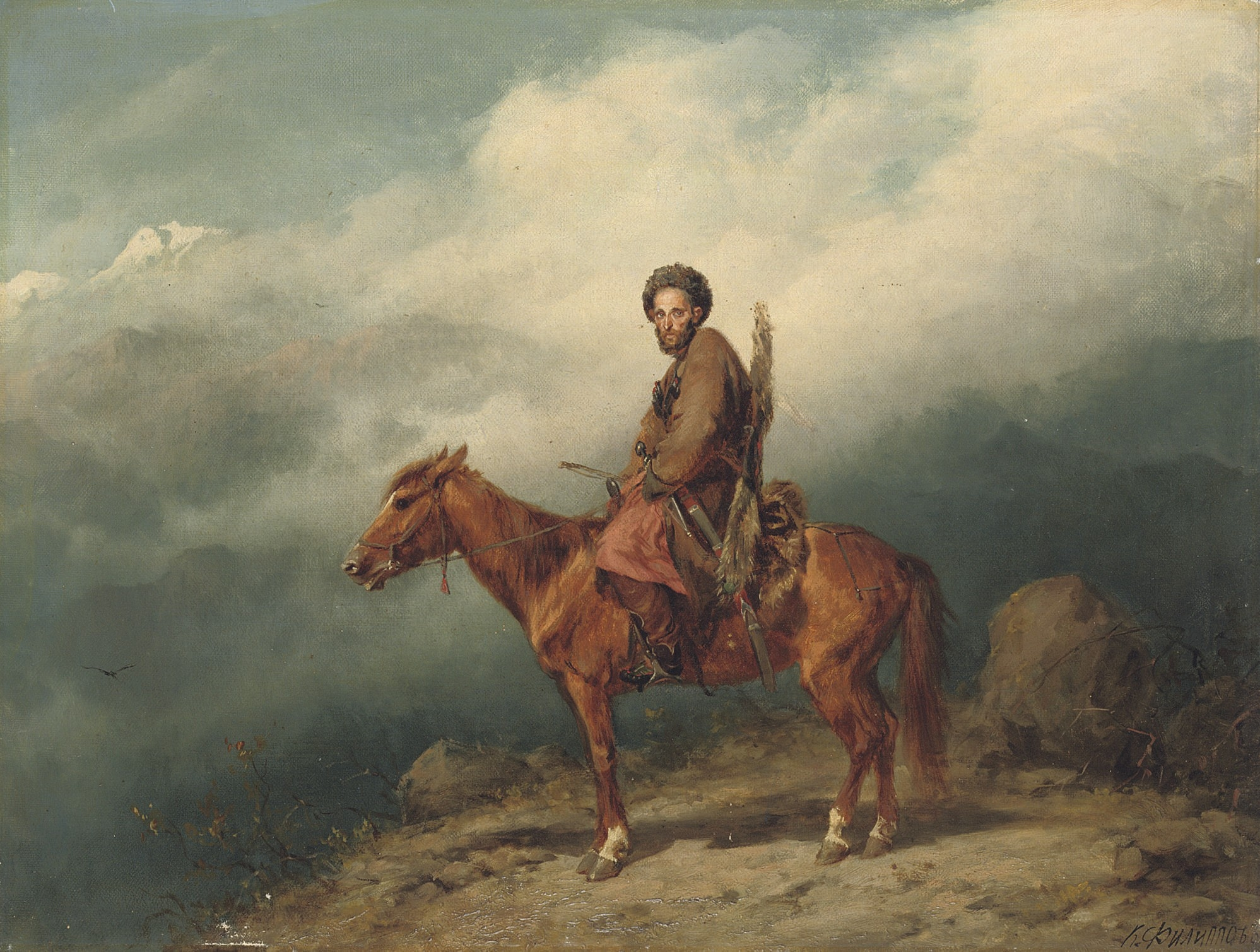
Кавказский всадник.
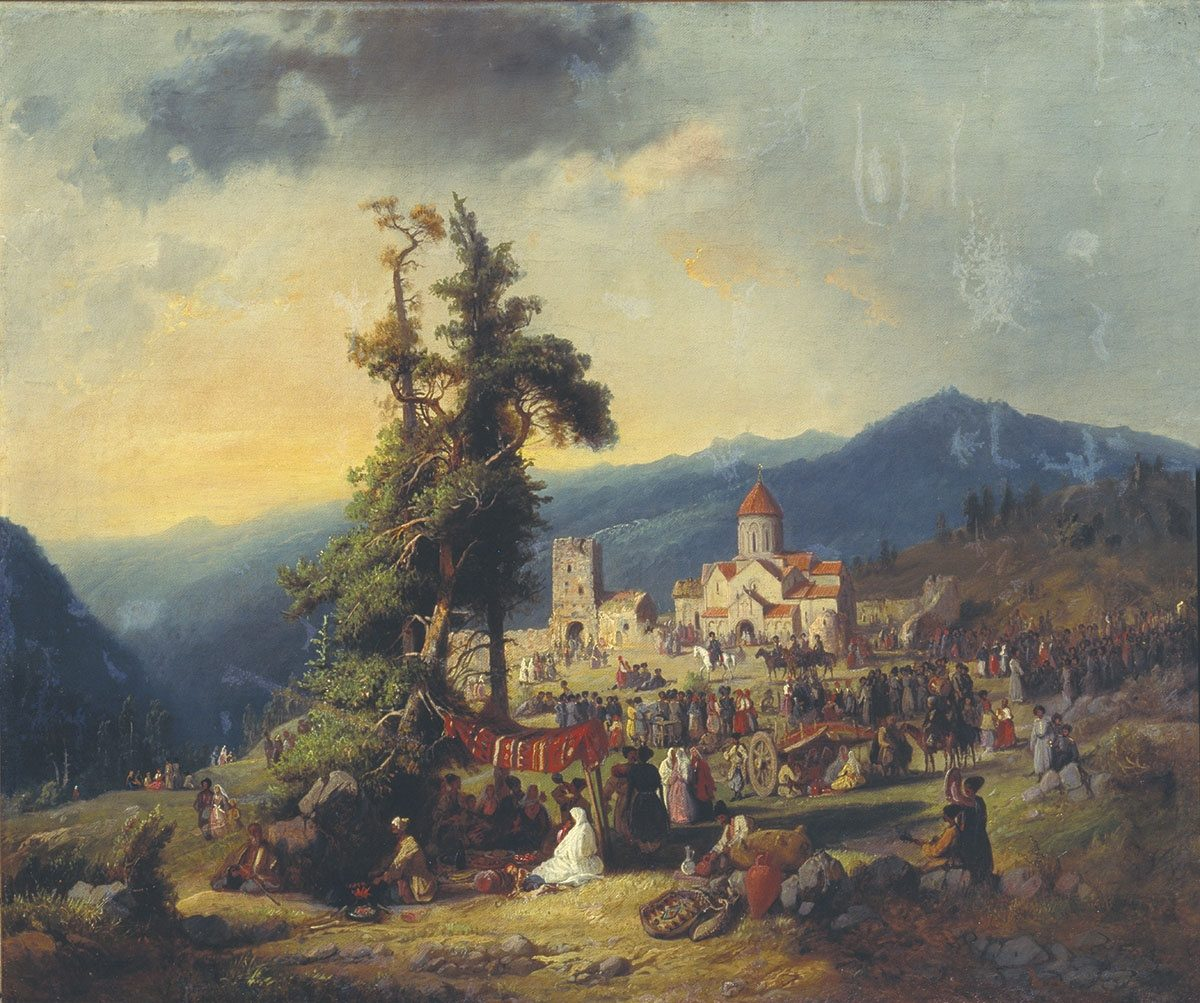
Праздник в Манглиси.
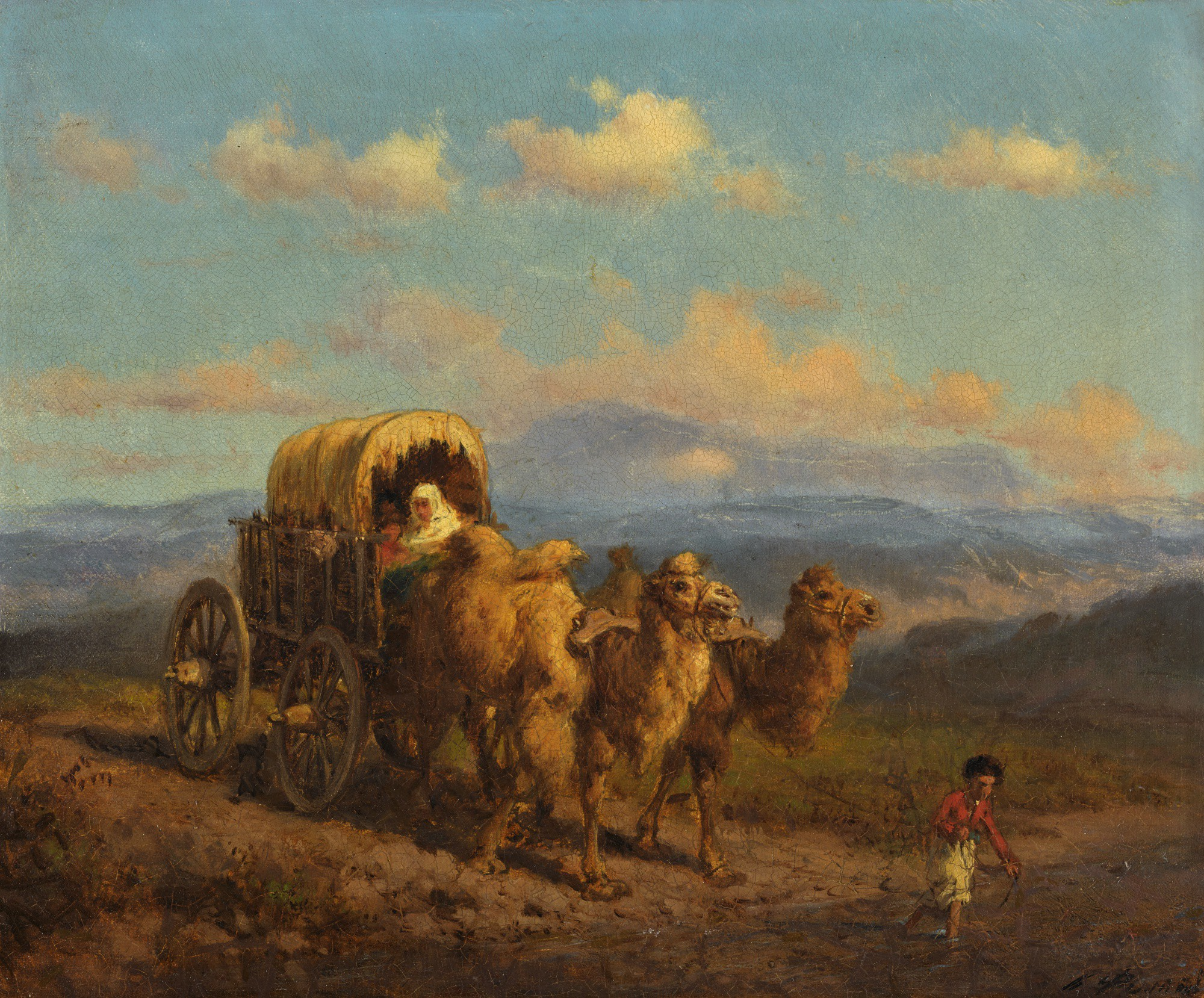
Переправа через реку в Грузии.